# Серов, Дмитрий Олегович
Дмитрий Олегович Серо́в (3 декабря 1963, Уфа — 6 октября 2019, Новосибирск) — российский историк, доктор исторических наук, профессор, до конца жизни — заведующий кафедрой теории и истории государства и права Новосибирского государственного университета экономики и управления, специалист в области истории государства и права России XVIII—XX вв. Автор более 200 научных работ, в том числе 5 авторских монографий и более 90 статей, опубликованных в ведущих научных изданиях, рекомендованных ВАК Министерства образования и науки РФ. Является также автором монографии «Следователи Петра Великого» (совместно с А. В. Фёдоровым), вышедшей в свет в 2018 г. в большой серии «Жизнь замечательных людей».

## Область научных интересов
Научную деятельность начал с изысканий в области истории духовной жизни русского общества XVII—XVIII вв., в дальнейшем занялся историей персонального состава отечественного государственного аппарата первой половины XVIII в., затем — правовыми аспектами истории России XVIII—XX вв.
В сферу научных интересов входят:
- история судебной и правоохранительной системы России XVIII—XX вв.;
- история российских следственных и судебных органов 1700-х — 1980-х гг.;
- история уголовно-процессуального законодательства;
- история систематизации законодательства России;
- история формирования корпорации юристов на государственной службе Российской империи;
- история правящей элиты и бюрократии первой половины XVIII в..;
- история государственных преобразований первой четверти XVIII в.;
- история противодействия коррупции в России.

В статье — Вневедомственный следственный аппарат России: замыслы и реальность // Журнал российского права. 2005, № 10. С. 122—127. — фактически предсказал создание вневедомственного органа предварительного расследования в Российской Федерации: 

 Авторы статьи не берутся предсказывать ни конкретный сценарий, ни сроки будущих преобразований российских органов расследования. Можно лишь с уверенностью предположить, что такие преобразования все-таки неизбежны. И ещё: идею о создании в нашей стране вневедомственного следственного аппарата, думается, рано списывать в архив.
В статье — Следственный аппарат России XVIII—XXI вв.: от «майорских» канцелярий к Следственному комитету Российской Федерации // Посвящая себя закону: 1 год Следственному комитету Российской Федерации. Новосибирск, 2012. С. 25-55 — предположил создание единого органа предварительного расследования: 

Тем самым, возможно констатировать, что спустя неполных триста лет «майорские» канцелярии Петра I обрели преемника в виде Следственного комитета Российской Федерации. Не углубляясь на этих страницах в прогностические рассуждения, видится уместным все же предположить, что следующим шагом законодателя на пути преобразования следственного аппарата России станет учреждение единого следственного органа, о целесообразности создания которого столько говорилось на протяжении второй половины 1950-х — начала 2000-х гг. Основой же для образования будущего единого следственного органа явится, думается, Следственный комитет Российской Федерации.

## Учёные степени и звания
- кандидат исторических наук (1991 г.; специальность 07.00.09; Ленинградское отделение Института истории СССР); тема диссертации «Степенная книга редакции Ивана Юрьева (1716—1718 гг.)»; научный руководитель А. Г. Маньков;
- доцент по кафедре права (1999);
- доктор исторических наук (2010 г.; специальность 07.00.02; Уральский государственный университет им. А. М. Горького); тема диссертации «Фискальская служба и прокуратура России первой трети XVIII в.»;
- магистр юриспруденции (2017 г.; направление подготовки 40.04.01; Курский государственный университет); тема диссертации: «Систематизация законодательства в России в первой четверти XVIII в.»

## Биография
Родился в семье студентов медицинского института, впоследствии учёных-генетиков, многолетних сотрудников Института цитологии и генетики СО РАН.
Отец Серов Олег Леонидович (1939 г.р.) — д. б. н., профессор, лауреат Государственной премии РФ.
Мать Серова Ирина Александровна (1943 г.р.) — к. б. н.
- В 1981 г. окончил среднюю школу № 130 Советского района г. Новосибирска.
- В 1986 г. окончил гуманитарный факультет Новосибирского государственного университета им. Ленинского комсомола.
- В 1986—1988 гг. служил в Советской армии.
- В 1988—1991 гг. обучался в очной аспирантуре Ленинградского отделения Института истории СССР АН СССР.
- С 1994 г. на преподавательской работе.
- С 1997 г. в системе юридического образования.
- В 1997—1999 гг. — заместитель декана факультета мировой экономики и права Сибирского государственного университета путей сообщения.
- С 1999 г. заведующий кафедрой теории и истории государства и права Новосибирского государственного университета экономики и управления.

Скончался 6 октября 2019 года на 56-м году жизни после продолжительной болезни. Похоронен на Южном кладбище Новосибирска (квартал 29).

## Избранная библиография
- Строители империи: очерки государственной и криминальной деятельности сподвижников Петра I. Новосибирск: Издательство Новосибирского университета, 1996. 262 с.;
- Администрация Петра I. 2-е изд., испр. и доп. М.: ОГИ, 2008. 291 с.;
- Судебная реформа Петра I: историко-правовое исследование. М.: Зерцало-М, 2009. 488 с.;
- Подьячий И. Ю. Юрьев, забытый историк XVIII столетия // Studia Humanistica. 1996: исследования по истории и филологии. СПб.: Русско-Балтийский информационный центр БЛИЦ, 1996. С. 122—136;
- Высшие администраторы под судом Петра I. Из истории уголовной юстиции России первой четверти XVIII в. // Известия Уральского государственного университета. — 2005. № 39. С. 47-63;
- Вневедомственный следственный аппарат России: замыслы и реальность // Журнал российского права. 2005, № 10. С. 122—127;
- Зарождение судебного управления в России при Петре I // Правоведение. 2009. С. 173—180;
- Последние дьяки: из истории реформирования системы гражданских чинов России в первой четверти XVIII в. // Уральский исторический вестник. 2011. № 3. С. 64-72;
- Следственный аппарат России XVIII—XXI вв.: от «майорских» канцелярий к Следственному комитету Российской Федерации // Посвящая себя закону: 1 год Следственному комитету Российской Федерации. Новосибирск, 2012. С. 25-55;
- «У сочинения Уложенья росийского с швецким быть…»: Уложенная комиссия 1720 года и её труды // Институты государства и права в их историческом развитии: сб. науч. статей / под ред. Т. Е. Новицкой. М.: ИКД «Зерцало-М», 2012. С. 139—160;
- Правительствующий Сенат в первой четверти XVIII века: кадровый выбор Петра I // Правящие элиты и дворянство России во время и после петровских реформ (1682—1750) / Отв. сост. Н. Н. Петрухинцев, Л. Эррен. М.: РОССПЭН, 2013. С. 103—121;
- Безопасность русского человека в начале XVIII века // Отечественные записки. 2013. № 2. С. 113—121;
- Петр I как искоренитель взяточничества // Исторический вестник. 2013. Т. 3. С. 70-95.
- Военно-уголовное и военно-процессуальное законодательство России первой четверти XVIII в. (опыт систематического обозрения) // Актуальные проблемы российского права. 2014. № 2. С. 165—173.
- Serov D. Dramatic Destiny of Nikolai Voskresensky, a Russian Law Historian // Quaestio Rossica. 2014. № 1. C. 221—240;
- Петр I как вершитель правосудия // Cahiers du Mode russe. 2014. № 55/1-2. Р. 13-30;
- От статского советника до прокурора Прокуратуры СССР: грани судьбы следователя В. И. Громова (1868—1952) / Д. О. Серов // Genesis: исторические исследования. — 2015. — № 3. — С. 221—245.
- Дела и судьбы следователей Петра I М.: Изд. «Юрист», 2016. — 364 с. (совместно с А. В. Федоровым);
- Реформы в России с древнейших времен до конца XX в. / А. Б. Каменский, Е. С. Корчмина, Д. О. Серов и др.; отв. ред. А. Б. Каменский. М.: РОССПЭН, 2016. Т. 2. — 429 с.;
- Корпорация юристов на государственной службе Российской империи: истоки возникновения // Юридический мир. 2016. № 12.. С. 40-45;
- Публикации нормативных актов периода единодержавия Петра I в XIX—XX вв. (опыт критического обозрения) // Эволюция российского и зарубежного права. К 80-летию кафедры истории государства и права Уральского государственного юридического университета (1936—2016): сб. науч. трудов / под ред. А. С. Смыкалина. Екатеринбург: УрГЮУ, 2016. Т. 3. С. 1065—1076;
- История следствия в России / Д. О. Серов, А. К. Аверченко, Т. Н. Ильина и др.; под общ. ред. Д. О. Серова, А. В. Федорова. — М.: Юрлитинформ, 2017. — 280 с.
- Органы следствия России в первой четверти XVIII века // Библиотека криминалиста. Научный журнал. 2017. № 3. С. 336—355.
- Наказ от 9 декабря 1717 г. — нормативная основа деятельности «майорских» следственных канцелярий // История государства и права. 2017. № 24. С. 20-26.
- Образовательный ценз для судебного ведомства России (1860—1868 гг.) // Историческая русистика в XXI-м веке: Матер. десятой Междунар. конф. / ed. byGyulaSzvák. Budapest: RussicaPannonicana, 2017. — P. 240—247.
- Границы и маркеры социальной стратификации в России XVII—XX вв.: векторы исследования / В. А. Аракчеев, Е. В. Бородина, Д. О. Серов и др.; под ред. Д. А. Редина. СПб.: Алетейя, 2018. — 722 с.
- Посмертно повешенный взяточник: дело коменданта Р. А. Траханиотова (1719—1723 гг.) // История государства и права. 2019. № 6. С. 40-47.
- Систематизация законодательства в России первой четверти XVIII в.: следование традиции и новаторство // История государства и права. 2019. № 7. С. 16-23.

## Награды
- Медаль «За заслуги» (основание — приказ Следственного комитета РФ от 24.01.2019 г. № 13-к/п)
- Медаль «За отличие» (основание — приказ Следственного комитета РФ от 05.09.2017 г. № 181-куа/л)
- Медаль «За содействие»— за содействие в решении возложенных на Следственный комитет Российской Федерации задач, научное редактировании книги «300 лет следственному аппарату России (1713—2013 гг.)» (основание — Приказ Следственного комитета РФ от 04.09.2014 г. № 337-кца/п)
- Памятная медаль Следственного комитета Российской Федерации «300 лет первой следственной канцелярии России» — за содействие в решение возложенных на Следственный комитет Российской Федерации задач, плодотворное взаимодействие с сотрудниками Следственного комитета Российской Федерации и в ознаменование 300-летия именного Указа от 25 июля 1713 г. Петра I «Об основании следственной канцелярии М. И. Волконского» (основание — Приказ Следственного комитета РФ от 01.11.2013 г. № 381-кца/п)
- Памятная медаль «45 лет Новосибирскому военному институту внутренних войск имени генерала армии И. К. Яковлева МВД России» (2016 г.)
- Нагрудный знак «300 лет первой следственной канцелярии России»